# Conlon Nancarrow
Samuel Conlon Nancarrow (Texarkana (Arkansas), 27 oktober 1912 - Mexico-Stad, 10 augustus 1997), was een Amerikaanse componist die genaturaliseerd was tot Mexicaans staatsburger. Hij is vooral bekend door zijn composities voor de Player Piano (mechanische reproductiepiano).

## Levensloop
In 1930 begon Nancarrow trompet te studeren aan het conservatorium van Cincinnati, waarna hij in 1934 naar Boston verhuisde om compositie te studeren bij Walter Piston, Roger Sessions en Nicolas Slonimsky. In datzelfde jaar sloot hij zich aan bij de communistische partij van de VS. In 1936 maakte hij als jazztrompettist een tournee door Europa, om een jaar later aan Republikeinse zijde mee te vechten in de Spaanse Burgeroorlog tegen Franco. In deze periode werden ook zijn eerste composities gepubliceerd. Na de nederlaag van de republikeinse strijders in de Spaanse burgeroorlog keerde Nancarrow in 1939 zwaargewond terug naar de VS.
In New York leerde hij dankzij het boek New Musical Resources van de componist Henry Cowell, wiens ideeën over polymetriek hem zeer aanspraken, de mogelijkheden kennen van de reproductiepiano (player piano). Omdat zijn lidmaatschap van de communistische partij en zijn deelname aan de Spaanse strijd hem in eigen land moeilijkheden opleverden, vertrok hij in 1940 naar Mexico, waar hij zich in 1948 definitief vestigde en in 1955 Mexicaans staatsburger werd.
Intussen had hij zich een Ampico-player piano met bijbehorende pons-apparatuur aangeschaft en begon daarvoor zijn 51 Studies te componeren. Jarenlang nam hij in de muziekwereld een geïsoleerde positie in, maar dankzij de belangstelling van John Cage, György Ligeti en de choreograaf Merce Cunningham, die enkele Studies voor ballet bewerkte, begon Nancarrows naam zich vanaf 1960 te verspreiden. Zo verschenen er diverse opnamen op lp en maakte het Europese publiek in 1982 kennis met hemzelf en zijn muziek. Jürgen Hocker begon op te treden met een originele Ampico-Bösendorfer-reproductiepiano en Yvar Mikhashoff maakte bewerkingen voor blazers, zodat ook "levende musici" Nancarrows muziek gingen spelen. Met dat laatste was hij het maar met moeite eens: hij beweerde dat hij zijn handtekening slechts uit geldgebrek onder de bewerkingen had gezet. Niettemin had Mikhashoff bij het Holland Festival in 1987 groot succes. De in Muziekcentrum De IJsbreker in Amsterdam aanwezige Nancarrow toonde zich daarover wel degelijk ontroerd. Hij moest erkennen dat zijn voor mensenhanden 'onspeelbaar' geachte muziek in goede handen was.
In de laatste jaren van zijn leven beleefde Nancarrow nog diverse successen. Hij trad met de Ampico-Bösendorfer op in de belangrijkste Europese steden. Bij de Donaueschinger Musiktage in 1994 gingen de Studies for two Player Pianos in première en bij de Musiktriennale Köln in 1997 bracht Jürgen Hocker zijn complete oeuvre voor reproductiepiano ten gehore. In datzelfde jaar stierf Nancarrow op 84-jarige leeftijd in Mexico City.

## Postuum
Nancarrow is jarenlang als zonderling beschouwd, maar wordt nu erkend als een van de origineelste geesten in de 20e-eeuwse muziek. György Ligeti prees zijn muziek als "the greatest discovery since Webern and Ives ... the best of any composer living today".
Nancarrows nalatenschap, zijn instrumenten en apparatuur bevinden zich in de Paul Sacher-Stiftung in Bazel.

## Werk
Nancarrow werd vooral bekend door zijn 51 Studies for Player piano. De componist ponste zijn composities rechtstreeks in pianorollen waarmee een elektro-mechanisch automatisch toetsenbord werd aangestuurd. De sterke en brede stroken papier met gaatjes, waarmee Nancarrow het mechaniek van dergelijke piano's bediende, zijn vergelijkbaar met draaiorgelboeken of ponskaarten in oudere computers. Zo kon Nancarrow met betrekking tot tempo, ritme en metrum ongekende muzikale structuren tot stand brengen, die de techniek van een levende pianist ver te boven gingen en hun tijd vooruit waren. Zelf zei hij later dat hij waarschijnlijk elektronische muziek had gemaakt als hij daartoe de mogelijkheden had gehad. Het ligt daarom ook voor de hand dat er tegenwoordig versies van zijn muziek bestaan voor het digitale disklavier.
Nancarrow had slechte ervaringen met musici die moeite hadden met de ritmisch en metrisch zeer complexe structuren die hij in zijn hoofd hoorde, maar dat was niet de voornaamste reden waarom hij zijn toevlucht zocht tot mechanische piano's. Het was het instrument zelf dat hem mateloos fascineerde, omdat het de kans bood ongekende technische mogelijkheden te exploreren. Bovendien was hij in Mexico afgesneden van ensembles en instituten die zich bezighielden met moderne muziek. Sinds 1947 schreef Nancarrow alleen nog voor zijn Ampico, waarvoor hij zijn eigen ponsapparatuur had vervaardigd en waarvan hij de klank aan zijn wensen had aangepast.

## Werkenlijst

### Reproductiepiano
- Studies Nr. 1–30 (1948 – 1960) (nr. 30 voor geprepareerde reproductiepiano)
- Studies Nr. 31–37, 40–51 (1965 – 1992) (waarvan 38 and 39 hernummerd in 43 and 48)
- For Yoko (1990)
- Contraption No. 1 voor computergestuurde geprepareerde piano (1993)

### Piano
- Blues (1935)
- Prelude (1935)
- Sonatina (1941)
- 3 Two-Part Studies (1940s)
- Tango? (1983)
- 2 Canons for Ursula (1989)

### Kamermuziek
- Sarabande and Scherzo voor hobo, fagot en piano (1930)
- Toccata voor viool en piano (1935)
- Septet (1940)
- Trio nr. 1 for klarinet, fagot en piano (1942)
- Strijkkwartet nr. 1 (1945)
- Strijkkwartet nr. 2 (1945-47), onvoltooid
- Strijkkwartet nr. 3 (1987)
- Trio nr. 2 voor klarinet, fagot en piano (1991)
- Player Piano Study No. 34, bewerking voor strijktrio

### Orkest
- Piece No. 1 for small orchestra (1943)
- Piece No. 2 for small orchestra (1985)